# Хадапсар
Хадапсар станом на 21 сторіччя практично є передмістям Пуне, центру однойменного округу. У місті розташовані три спеціальні економічні зони, в яких розміщені підприємства «Accenture», «Amdocs», «Automatic Data Processing», «Avaya», «Aviva», «Bank of New York Mellon», «EXL», «IGATE», «John Deere», «IBM», «Honeywell», «Kirloskar Pneumatic Company Ltd », «Mphasis», «SAS Institute», «Sybase», «Synechron Inc», «Zensar Technologies»; розташоване відділення Індійського інституту сироватки (Serum Institute of India). В місті розташовано офіс «Sanmitra Sahakari Bank».
До 1980 року Хадапсар був невеличким селищем, оточеним фермами. В 1990-2000-х роках у околицях міста побудували свої потужності «Magarpatta» та «Amanora». Станом на 2010-ті роки Хадапсар є промисловим передмістям Пуне, пролягає шосе національного значення. Тут розміщено підприємство з виробництва невеликих літаків, зокрема планерів «LET L-23 Super Blaník», є школа планеристів.
В околицях Хадапсара розташовано чимало туристичних об'єктів — Храм Хінтамані (चिंतामणी (थेउर)), озеро Маштані.

## Принагідно
- Розміщення на мапі [Архівовано 1 січня 2016 у Wayback Machine.]

| Індія | Це незавершена стаття з географії Індії. Ви можете допомогти проєкту, виправивши або дописавши її. |